# Франко Лавораторі
Франко Лавораторі (італ. Franco Lavoratori, 15 березня 1941 — 3 травня 2006) — італійський ватерполіст і плавець.
Учасник Олімпійських Ігор 1960, 1964, 1968, 1972 років.
Олімпійський чемпіон 1960 року.